# إرنست هوفشميد
إرنست هوفشميد (4 فبراير 1913 – 2002) لاعب كرة قدم سويسري راحل كان يجيد اللعب في خط الوسط.
لعب طوال مسيرته الرياضية في نادي بازل.
مثل منتخب سويسرا في 11 مباراة مسجلا هدف واحد (1932-1934). شارك مع منتخب سويسرا في بطولة كأس العالم 1934 في إيطاليا حيث خرج من الدور الربع النهائي.
تولى تدريب أندية بازل (1947-1952) بريتينباخ.

## وصلات خارجية
- إرنست هوفشميد على موقع الاتحاد الدولي (مؤرشف)  (الإنجليزية)
- إرنست هوفشميد على موقع ناشيونال فوتبول تيمز (الإنجليزية)
- إرنست هوفشميد على موقع Soccerway.com (الإنجليزية)
- إرنست هوفشميد على موقع عالم كرة القدم.نت (الإنجليزية)
- هذا سيرة ذاتية